# Різанина в Мальмеді
Різанина в Мальмеді, або бійня у Бонезі — це воєнний злочин, вчинений 17 грудня 1944 року німецьким підрозділом тактичної групи СС-оберштурмбанфюрера Йоахіма Пайпера. Під час Арденнської битви ця «кампфгрупа» вбила американських військовополонених на перехресті Бонеза, розташованого в декількох кілометрах на південь від міста Мальмеді в Бельгії.
З історіографічної точки зору, ця подія, як правило, відома як «бійня у Мальмеді», хоча місто ніколи не було досягнуто під час наступу. Цей воєнний злочин, який є частиною серії злочинів, вчинених тим самим підрозділом протягом того ж дня та наступних днів, був предметом вироку, винесеного Військовим судом Дахау під час судового процесу, проведеного у 1946 році.

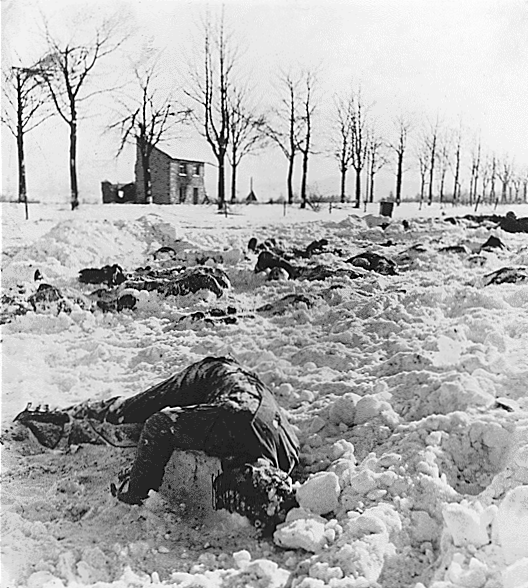
Трупи американських солдатів, вбитих Ваффен-СС, під Мальмеді 17 грудня 1944

## Контекст
У рамках планів, передбачених Адольфом Гітлером для того, що стане битвою за Арденни, основне зусилля з порушення ліній союзників було доручено 6-й танковій армії СС-оберстгрупенфюрера Зеппа Дітріха, який повинен був порушити фронт союзників між Монжуа і Лошеймерграбен, щоб перейти Маас, перш ніж взяти Антверпен. На лівому крилі цього угрупування стояла «кампфгрупа» (бойова група) Пайпера, що складалася з броньованих та моторизованих підрозділів. Після того, як піхота пронизала американські лінії, місія Пайпера полягала в тому, щоб захопити мости Мааса поблизу Юї проходячи Ліньєвіль, Ставло, Труа-Пон та Вербомон
Однак найбільш прохідні дороги були зарезервовані для основної частини 1-ї танкової дивізії Лейбштандарте-СС «Адольф Гітлер», Йоахім Пайпер, повинен був задовольнитися сільськими дорогами в поганому стані та мало здатними витримувати прохід танків та інших важких бронетанкових транспортних засобів ·  · .
Крім того, успіх операції залежав від швидкого взяття мостів через Маас, який передбачав швидкий наступ через угрупування союзників, можливо, обходячи точки опору. Ще одним елементом, який Пайпер повинен був врахувати, була відсутність бензину, ресурси Рейху з точки зору палива, що різко зменшилися з моменту втрати Румунії.
Нарешті, в контексті цієї справи доцільно не втрачати з уваги той факт, що конкретні накази були дані Гітлером, щоб битва була проведена із жорстокістю, щоб тероризувати суперника. Сепп Дітріх підтвердив факт під час судового розгляду, що стосувався цієї справи. За деякими джерелами, під час інструктажів, що передували операції, Пайпер чітко заявив, що не потрібно щадити життя, брати полонених і демонструвати жаль до бельгійських цивільних · .

## Прорив і перші жертви
З самого початку операції на північному фронті погано проводяться, і через впертий опір американських військ запізнюються. Пайпер сподівається, що зможе використати прорив з ранку 16 грудня, першого дня наступу. Лише незадовго до світанку 17 грудня йому вдалося здійснити перший прорив у напрямку Хонсфельда, де елементи його групи безжально вбивають декілька десятків американських ув'язнених
Після того, як взяв Хонсфельд, Пайпер відхиляється на кілька кілометрів від маршруту, необхідного для нього, щоб захопити невелике бензинове сховище у Булланж (Буллінген), де повідомляється про ще одну різанину американських військовополонених, що, однак, заперечує МакДоналд
Поки він знаходився в тилу ворога, і поки піднімався з Булланж до Ельсенборна на півночі, він зміг взяти у пастку два американські підрозділи (2-й та 99-й), Пайпер вирішує повернутися до маршруту, який йому необхідний і дістатися Ліньєвіля на заході пройшовши Медерсшейд, Шоппен, Онденвал і Тірімон
Шлях є важким через природу місцевості та якість наявних доріг, до того, що на виході з невеликого села Тірімон його авангард не може пройти прямий шлях до Ліньєвілля, який виявляється непрохідним. Об'їзд за межами запланованого шляху є необхідним. Замість того, щоб прямувати на південний захід на вихід з Тірімона, авангард орієнтований на північний захід у напрямку перехрестя Бонеза, що знаходиться на рівній відстані від Мальмеді, Ліньєвіля та Ваймеса

## Бійня на перехресті

### Бій і капітуляція
У той час, коли між полуднем і тринадцятою годиною німецький авангард наближається до перехрестя, американський конвой з близько тридцяти транспортних засобів, складених по суті з елементів 285-го артилерійського батальйону, щойно перейшов перехрестя і вступає в бій на дорозі в напрямку Ліньєвіля, щоб зайняти Сен-Віт, де він повинен приєднатися до 7-ї бронетанкової дивізії, до якої він приєднаний і яка була відправлена до цього місця, щоб зміцнити захисні сили міста · .
Побачивши транспортні засоби, авангард Пайпера відкрив вогонь у бік американського конвою, іммобілізуючи транспортні засоби на чолі та в кінці і тим самим змушуючи конвой зупинитися. Позбавлені важкої зброї американці мають лише гвинтівки або пістолети, щоб протистояти німцям, вони швидко зупиняють бій і здаються ·  · .

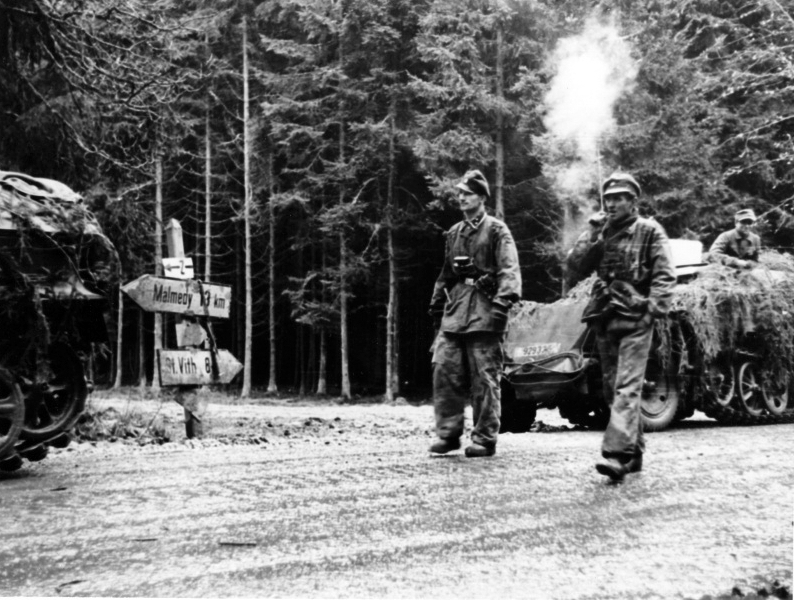
Есесівці групи «Кніттель» бойової групи Пайпера на дорозі Сен-Віт — Мальмеді. 18 грудня 1944

### Знищення американських полонених
Поки німецька колона продовжувала свій шлях до Ліньєвіля, полонені, до яких німці приєднали інших людей, захоплених СС раніше протягом дня, були привезені на луг уздовж дороги. Більшість свідчень пізніше зібраних від тих, хто вижив, уточнюють, що близько 120 чоловіків таким чином були зосереджені на лузі. З причини, яка досі залишається незрозумілою, німці раптом відкрили вогонь по полонених. З німецької сторони, деякі згодом стверджували, що ув'язнені намагалися втекти; інші стверджували, що, ув'язнені взяли свою зброю, яку вони кинули, і відкрили вогонь по німецьких військах, які продовжувала свій шлях у напрямку до Ліньєвіля. За деякими джерелами, це, по суті, нещасний випадок через збіг обставин, які змусили німців відкрити вогонь, не маючи насправді навмисного наміру вбити ув'язнених ·  ·  · 
Коли німці відкрили вогонь, паніка поширилася серед ув'язнених. Деякі намагалися втекти. Більшість вбита. Інші намагаються сховатися в кафе, розташованому на перехресті. Німці підпалили будівлю і вбили усіх, хто намагався вийти з неї. Інші, нарешті, побачивши, як їх товариші гинуть, падали на землю, вдаючи себе за мертвих, що не врятували їх. Есесівці ходили між тілами, і вбивали, тих хто ще живий
Через кілька годин деякі чоловіки, хоч і поранені або шоковані, піднімаються і, уникаючи спостереження німців, приєднуються до своїх ліній, у Мальмеді. Сорока трьом тим, хто вижив, вдається приєднатися до союзних ліній, іноді через кілька днів блукання та за допомогою населення. Усі історії тих, хто вижив, зібрані відразу після різанини, схожі та конвергентні, навіть якщо зацікавлені не обов'язково мали можливість змовитися ·  · .

### Швидке поширення інформації
З Мальмеді, перші звіти дійшли до штабу 1-ї армії США генерала Кортні Ходжеса в Спа 17 грудня. Звідти новина передається на найвищий рівень SHAEF, а чутки поширюють її на американські форпости за напрочуд короткий час. Оголошення про цю різанину спричиняє відразу американських солдатів та збільшує їх запал у бою. У відповідь американські солдати вбили щонайменше дванадцять німецьких військовополонених 1 січня 1945 року, ця подія була відома як «різанина в Шеноні»

### Аутопсія і докази воєнного злочину
Перехрестя Бонеза залишалося в нічийній зоні, до контрнаступу союзників. Лише 14 січня 1945 р. американці змогли звільнити тіла заморожених і покритих снігом жертв. Ця операція проводиться з великою ретельністю, оскільки ознаки, зазначені лікарями, повинні служити основою для обвинувачуваного процесу винних.
Розтин тіл показав, що вбиті щонайменше двадцять солдатів, окрім травм, отриманих автоматичною зброєю, мали фатальні травми голови, спричинені пострілами на близькій відстані. Двадцять інших також мали травми голови, отримані за допомогою зброї з невеликим калібром, без можливості визначити, чи були вони пострілами на близькій відстані, не знайдено залишкових слідів пороху. Нарешті, десяток інших мали синці, очевидно, спричиненні прикладами німецьких гвинтівок. Ще один важливий елемент, деякі тіла мали лише одну рану, у виску або за вухом · .
Зрештою, 72 тіла дістали в полі 14 та 15 січня 1945 р. Дванадцять інших тіл, більш віддалені від пасовища, були знайдені між 7 та 15 квітня 1945.
Із схеми, доданої до документа майором Глассом виходить, що більшість тіл були знайдені в дуже обмеженому просторі, що могло вказувати на те, що чоловіки були згруповані під час їх вбивства.

## Пайпер продовжує свій шлях
Прорив, здійснений «кампфгрупою» Пайпера через американські лінії, відзначився іншими різанинами військовополонених і згодом бельгійських цивільних. Таким чином, члени його війська вбивають щонайменше вісім інших американських ув'язнених у Ліньєвілі · .
18, 19, 20 грудня було сповіщено про нові різанини американських полонених в Глезі і Стумоні · . Нарешті, 18 та 19 грудня 1944 року в регіоні між Ставелотом та Труа-Понтамом, тоді як німці намагалися відновити контроль над мостом на Амблеві в Ставлоті, необхідним, щоб підкріплення та припаси досягли Kampfgruppe, війська Пайпера винні в різанинах, які призвели до смерті понад 100 мирних жителів, у тому числі багатьох жінок та дітей · .
Підірвавши мости, які дозволили б йому здобути висоти та більш вільні дороги, американським військам вдається стримувати просування Пайпера в долині Амбле, перш ніж підкріплення оточують його в Стомонті та Глезі. Пайперу вдається вийти з оточення, пройшовши пішки через ліс з 800 його людей, але змушений відмовитися від усього свого важкого обладнання на місці, включаючи кілька танків Тигр II · 
Під час їхньої битви коло Глеза чоловіки Пайпера захопили американського офіцера, майора Гарольда Д. Маккоуна, командира одного із батальйонів 119-го піхотного полку. Останній, поінформований про розправу у Мальмеді, запитав у Пайпера про долю його та його людей. За словами Маккоуна, Пайпер засвідчив йому, що ні він, ні його люди нічим не ризикують і що він буде поважати Женевську конвенцію · . Насправді Маккоун зазначає, що його солдатам в кінцевому підсумку нічого не загрожує. Він повинен був свідчити на користь Пайпера під час судового розгляду 1946 року в Дахау.
Усі злочини, в яких Пайпер та його люди були звинувачені під час спроби прориву до Мааса, були вчинені до захоплення майора Маккоуна. Крім того, у той самий момент цього обміну з Маккоуном, Пайпер оточений, і його шанси уникнути цього оточення незначні. Припускають, що він знав про воєнні злочини, вчинені його людьми, тому можливо, що Пайпер просто відмовився визнати американському офіцеру, що він здійснив, або що дозволив вчинити воєнні злочини ·  · .
Згодом «кампфгрупа» Пайпера, повторно обладнана, відновила бій в Арденнах і принаймні вбивство військовополоненого їй приписують 13 січня 1945 року в Петі-Тьєр · .
Точна кількість вбивств військовополонених та мирних жителів, що приписують «кампфгрупі» Пайпера, все ще підлягає дискусії. За деякими джерелами, з 538 до 749 анонімних військовополонених стали жертвами воєнних злочинів, вчинених групою Пайпера. Однак ці цифри не підтверджуються доповіддю, зробленою підкомітетом Сенату Сполучених Штатів, який згодом повинен був розслідувати справу. За даними комісії, загальна сума загиблих становила 362 військовополонених та 111 цивільних

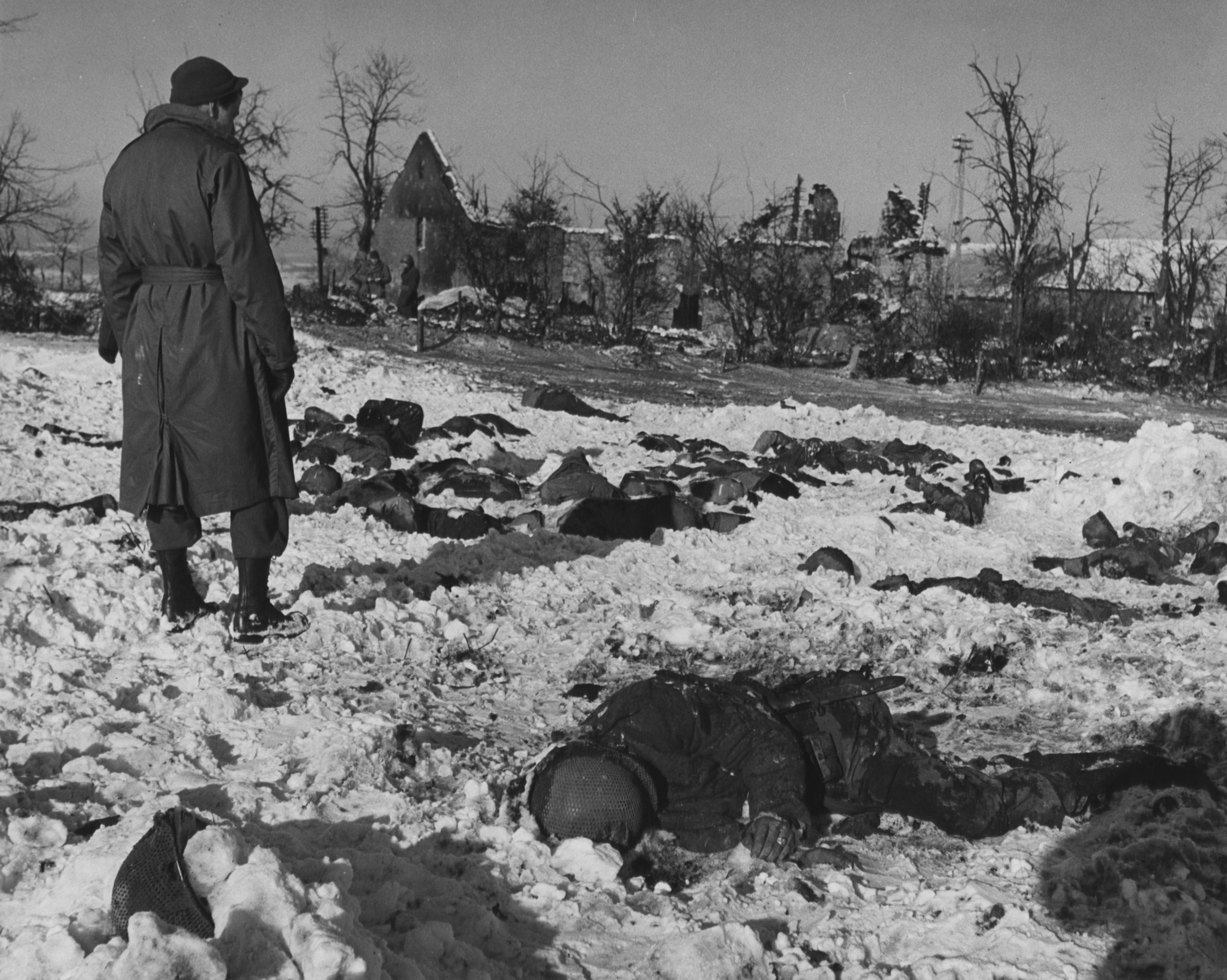
Наслідки різанини в Мальмеді. Січень 1945

## Процес і наслідки
Величина різанини, яка єдина, що здійснена в цьому масштабі проти американських військ у Європі під час Другої світової війни, вразила уявлення на додаток до кількості жертв, як цивільних, так і військових, зменшених порівняно з іншими жахіттями під час того самого конфлікту.
На додаток до ефекту, що подія, мала на американських бійців, які були на фронті, схоже, що інформація також мала великий вплив на Сполучені Штати. Це пояснює, чому винуватці після війни були передані до військового суду Дахау, слухання якого проходили між травнем та червнем 1946.
Під час цього судового розгляду, який був відомий під назвою процес бійні у Мальмеді, яка насправді стосувалася всіх зловживань, пов'язаних з «кампфгрупою» Пайпера під час битви при Арденнах, найвищим обвинуваченим був генерал Сепп Дітріх, начальник 6-ї танкової армії СС. Йоахім Пайпер та його основні підлеглі фігурували в ранзі обвинувачених. Серед 70 осіб, притягнених до судової відповідальності, 43 були засуджені до смертної кари, а 22 обвинувачені були засуджені до довічного ув'язнення; однак жодної смертної кари не було. Вісім інших обвинувачених були засуджені до менших термінів.

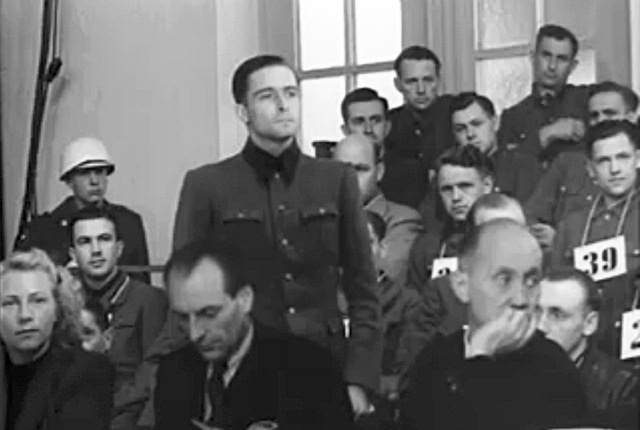
Трибунал у Дахау над Йоахімом Пайпером у звинуваченні в різанині в Мальмеді. 16 травня 1946

Однак, як тільки вироки виносяться, судовий процес спочатку був оскаржений у Німеччині, а потім у Сполучених Штатах. Справа була згадана у Верховному суді Сполучених Штатів, який відмовився вивчити це питання. Потім її вивчав спеціальний підкомітет Сенату Сполучених Штатів, що дало молодому сенатору Вісконсіна Джозефу Маккарті, можливість спробувати зробити собі ім'я. Щоб досягти своїх цілей, він захищав засуджених людей, стверджуючи, що суд не був справедливим до них. Він зайшов так далеко, що стверджував, що обвинувачених під час допитів катували перед процесом ·  · .
Ці втручання звернули увагу на процес та певні порушення в допитах, що передували процесу. Ще до того, як Сенат Сполучених Штатів зацікавився цим, деякі смертні покарання вже були пом'якшені після перегляду процесу, зробленого армією Сполучених Штатів та всі інші були в наступні роки. Протягом 1950-х років усі засуджені були звільнені. Пайпер був звільнений 22 грудня 1956 року, а останній з чоловіків засуджений у той же час, що й він, вийшов із в'язниці на місяць пізніше
Нарешті, окремий судовий процес, що стосувався воєнних злочинів, вчинених проти цивільних осіб у Ставло, відкрився 6 липня 1948 р. перед воєнною Радою в Льєжі для десяти чоловіків з «кампфгрупи» Пайпера. Ці чоловіки були захоплені 22 грудня 1944 р. американськими військами недалеко від одного з місць, де в Ставло відбулося одне з масових вбивств цивільних. Один чоловік був виправданий, інші були визнані винними і в основному засуджені до покарання десяти років примусової праці, за винятком двох офіцерів, яким були винесені покарання у дванадцять і п'ятнадцять років